# Psychocidaris ohshimai
Psychocidaris ohshimai is een zee-egel uit de familie Psychocidaridae.
De wetenschappelijke naam van de soort werd in 1935 gepubliceerd door Ikeda.